# Kroppen, Brandenburg
För andra betydelser, se Kroppen.
Kroppen är en kommun och ort i Tyskland, belägen i Landkreis Oberspreewald-Lausitz i södra delen av förbundslandet Brandenburg, på gränsen mot Sachsen. Kommunen  administreras som en del av kommunalförbundet Amt Ortrand, vars säte ligger i den närbelägna staden Ortrand.

## Kultur och sevärdheter
Orten Kroppen har en barockkyrka, uppförd 1717-1721. Ortens barockslott uppfördes 1679 av släkten von Miltitz men revs 1948. Av slottsanläggningen återstår slottsparken, källaren och en korsvirkesbyggnad från 1715 som idag utgör ortens kulturhus.

## Kommunikationer
Motorvägen A13 passerar norr om orten.